# Гамалея, Семён Иванович
Семён Ива́нович Гамале́я (31 июля 1743, Китайгород, Полтавский полк, Малороссийская губерния, по другим данным Санкт-Петербург — 10 мая 1822, с. Авдотьино, Бронницкий уезд, Московская губерния) — русский культурный деятель, переводчик, поэт, сподвижник Н. И. Новикова, один из активных деятелей русского масонства.

## Биография
Семён Гамалея родился в 1743 году. Сведения о месте рождения разнятся. По одним данным он происходил из Китайгорода Полтавского полка (ныне — село Царичанского района Днепропетровской области), по другим — родился в Санкт-Петербурге в семье священника. С 1755 по 1763 год учился в Киево-Могилянской академии. Активно занимался просветительской деятельностью.
С 1769 года преподавал латынь в Императорском сухопутном кадетском корпусе в Санкт-Петербурге. С 1770 года служил в Сенате, в 1774 году был назначен управителем канцелярии белорусского наместника З. Г. Чернышёва, с 1782 года — на такой же должности в Москве.
Гамалея — один из учредителей Типографской компании в Москве. 21 октября 1782 года в Москве основал ложу «Девкалион», в которую вошли 15 человек, в том числе В. И. Баженов. Пользовался большим уважением среди московских масонов и мартинистов из окружения Николая Новикова.
В 1784 году вышел в отставку, всё имущество раздал нищим, заслужив репутацию «божьего человека». Узнав, что ему назначается пожалование 300 душ крепостных за хорошее исполнение должности в Белоруссии, он отказался от них, сказав, что с одной собственной душой не знает как управиться, как же принять ещё 300 чужих на свое попечение. Слуга обокрал его на 500 руб. и бежал. Когда его поймали, то Гамалея сказал ему: «Видно, мне не суждено иметь людей; отпускаю тебя, и вот деньги, которые ты взял, ступай с Богом». Когда однажды воры потребовали у него кошелек и часы, он спокойно отдал их, а дома стал молиться, чтобы взятое у него не было употреблено на что-либо вредное.
После начала гонений на московских мартинистов безвыездно проживал в селе Авдотьино Бронницкого уезда Московской губернии (в настоящее время с. Авдотьино Ступинского района Московской области), где умер и похоронен.
Семён Гамалея переводил с латинского, польского, немецкого и французского языков. Перевел все 22 тома (не опубликованы) произведений немецкого оккультиста Якова Бёме, активно участвовал в создании вместе с Н. И. Новиковым «Герметической библиотеки» — избранной выборки почитаемых масонами трудов.